# Alloconiothyrium
Alloconiothyrium is een geslacht van schimmels behorend tot de familie Didymosphaeriaceae. De typesoort is Alloconiothyrium aptrootii. 

## Soorten
Volgens Index Fungorum telt het geslacht drie soorten (peildatum augustus 2022):
| Soortnaam                     | Auteur(s)                        | Publicatiejaar |
| ----------------------------- | -------------------------------- | -------------- |
| Alloconiothyrium aptrootii    | Verkley, Göker & Stielow         | 2014           |
| Alloconiothyrium camelliae    | H.A. Ariyaw., I. Tsai & Thambug. | 2020           |
| Alloconiothyrium encephalarti | Crous                            | 2019           |